# Ибн Синан
Абу Исхак Ибрахим ибн Синан ибн Сабит ибн Корра (908, Багдад — 946, Багдад) — известный математик Арабского халифата, внук Сабита ибн Корры. Вместе с отцом Синаном ибн Сабитом принял ислам. Подвергался гонениям по подозрению в приверженности к религии сабиев.
Ему принадлежат «Книга о построении трёх конических сечений», «Книга об измерении параболы», «Книга о методе анализа и синтеза при решении геометрических задач», «Книга о геометрии и звёздах», а также ряд сочинений по астрономии.